# Árpád Bakó
Árpád Bakó (n. 21 septembrie 1914, Aiud – d. 11 iunie 1990, Brașov) a fost un atlet de performanță, profesor de educație fizică și sport.

## Biografie
S-a născut la Aiud, în casa de pe actuala stradă Ion Creangă nr. 6.
Studii elementare și medii la Colegiul Bethlen din Aiud, unde a promovat examenul de bacalaureat în anul 1931.
Studii universitare între anii 1931–1935 la Institutul de Educație Fizică și Sport din București, unde a absolvit cu distinctia „Magna cum laude“ (lucrarea de licență fiind „Scrima și efectele asupra organismului uman”), iar pe parcursul anului IV termină și Seminarul Pedagogic Universitar „Titu Maiorescu” cu nota 9.
În vara anului 1932, respectiv 1933 organizează Campionatele Atletice Aiudene.
În vara anului 1934 organizează acțiunea de cercetare a satelor, condusă de Dimitrie Gusti, fiind membrul echipei regale în comuna Văcăreni, lânga Măcin (Dobrogea). Cu acest prilej, la conferința studenților din Tulcea, îl cunoaște pe Mihail Manoilescu, consilierul regelui, care a devenit mai târziu ministrul Afacerilor Externe (acesta a semnat Dictatul de la Viena din 1940), și care, pentru a contracara creșterea în popularitate a mișcarii legionare, dorea câștigarea încrederii liderilor studenților.
În toamna anului 1935 este desemnat profesor suplinitor la Colegiul Bethlen din Aiud.
În mai 1937 își dă așa numitul examen de „capacitate” la Cluj cu media 8,32. La vremea respectiva acest examen era obligatoriu pentru definitivarea pe postul de profesor. Astfel este numit definitiv profesor, iar expunerea sa din sala festiva a liceului are tema „Organizarea științifica a educației fizice în licee”.
Între anii 1935-1950 este profesor de educație fizica la Colegiul Bethlen din Aiud, unde reorganizează întreaga activitate de educație fizica in conformitate cu cerințele timpului, îmbunătățind și modernizând baza locală de antrenament, introducând ca disciplină de studiu scrima. Activează la Asociația Sportiva Aiud, secția Atletism (1936), iar mai târziu devine membru in Comitetul Executiv de conducere (1939). Între timp din mai pâna în iunie 1949 predă la liceul mixt din Blaj.
În anul 1942 este trimis pe frontul de est de pe malul mării Azov, în cadrul Batalionului 14 Vânători de Munte, iar în iarna anului 1944-45 pe frontul din Ungaria.
După terminarea războiului, reorganizează activitaea sportivă din Aiud, devine vicepreședintele Organizației Sportului Popular, sectia locală, înființată la 06.07.1945. În această direcție reușește să obțină finanțare și conduce lucrările de reconstrucție a stadionului orășenesc. Cu această ocazie sunt demolate clădirile care au suferit pagube în timpul războiului (clădirea de popice și imbisul), sunt tăiați 17 plopi și 9 arțari canadieni (plantați în 1923), dând dimensiuni regulamentare terenului de fotbal. În continuare activează in Comitetul pentru Cultură Fizică și Sport – C.C.F.S. și la Clubul Sportiv Aiud.
În august 1950 participă la Brașov la cursul de perfecționare I.C.D., unde face o impresie deosebită conducătorului cursului, Siclovan (mai târziu rectorul Institutului de Educație Fizică și Sport), mai ales la gimnastica pe aparate. După câteva săptămâni, fără a fi întrebat, este transferat si numit director adjunct la Școala Medie de Educație Fizica și Sport din Brașov – școală nou îmființată, unde educă generații de viitori sportivi de performanță, respectiv viitori antrenori și profesori. Aici activează între anii 1950 și 1955.
Între anii 1955 și 1960 predă la Școala Medie nr. 4 (actualmente Colegiul Aprily Lajos), iar între 1960 și 1974 (anul pensionării)  la Colegiul Național „Unirea” din Brașov.
În Brașov activează în cadrul  asociației sportive locale, secțiile atletism (arbitru categ. I.) și gimnastică (arbitru categ. II. și antrenor categ. II.). Ani la rând este responsabilul cercului pedagogic al profesorilor de educație fizica.
1957: I se atribuie distincția „Merite Sportive”
1961: Profesor gradul II.
1969: Profesor gradul I.
Și-a dedicat toată viața educației fizice a tinerei generații, descoperind și îndrumând multe talente sportive.
Începând din 1944 s-a încercat cooptarea sa în partidul comunist, reușind să evite acest lucru, și datorită performanțelor sale sportive deosebite, a reușit atingerea scopurilor în viață, fără a face parte din partid.
A murit la 11 iunie 1990 la Brașov, este înmormântat la Aiud, în cimitirul reformat, mormântul nr. 934.

## Activitatea sportivă
În tinerețe a practicat atletismul la nivel înalt:
- campion al României (săritura în înălțime și aruncarea greutății – juniori) în anii 1932 și 1933;
- recordman la săritura în înălțime (a deținut recordul țării la această probă între anii 1934-1936);
- a fost membru al Lotului National de Atletism al României, participând la Campionatele Balcanice de la Atena în anii 1933 și 1936;
- ca membru al Lotului Universitar  în anul 1934 participă la Jocurile Intreuniversitare din Lwow / Polonia (actualmente Ucraina);
- Campion Universitar al României în 1933 la săritura în înălțime (record național de tineret), iar în 1934 la săritura în înălțime și săritura cu prăjina;
- multiplu campion al Aiudului în anii 1932-1933  (100 m plat, săritura în înălțime, triplu salt, săritura în lungime, aruncarea greutății), etc.

## Activitatea didactică
Pe linie profesională în domeniul educației fizice și a sportului a avut calități deosebite, bun pedagog și antrenor, a dezvoltat toate ramurile sportive, gimnastica, atletismul, jocurile cu mingea etc. A contribuit la educarea unei generații sănătoase, conform principiului „ Mens sana in corpore sano “
Mulți elevi de ai săi au obținut rezultate deosebite în diferite ramuri ale sportului la nivel de sport școlar, național și internațional (în anii 1940 cinci elevi ai colegiului au jucat în echipa  de fotbal a orașului – A.S.A., un elev, Szoboszlay Miklós (Nicolae Szoboszlay) a apărat poarta echipei de fotbal  “U” Cluj, în 1943-44,  Bojtos J., Deák A. au fost membri lotului național de atletism, Lőrincz Ladislau membru al Lotului Național de Natație și Polo pe Apa, multiplu campion național și recordman la proba de 4 x 100 m individual, Korodi G.J. handbalist în divizia “A“ la “U” Cluj, Kicsid Gábor (Gavril Kicsid) membru al Lotului Național de Handbal, multiplu campion european și mondial, vicecampion olimpic.

## Lucrări de specialitate
- „Organizarea moderna a sportului în școlile medii” – 1937 (manuscris);
- „Teoria educației fizice în institutele pedagogice” (manuscris);
- „Rolul atletismului în dezvoltarea fizica generală a elevilor claselorV-VII, metodica predării săriturilor” – 1960 (manuscris);
- „Studiul creșterii performanțelor fizice în clasele IX-XII și problema probelor de control în licee” – 1968 (manuscris);
- „Istoria educației fizice la Aiud” - 1986 (manuscris, două volume).

## Galerie de imagini

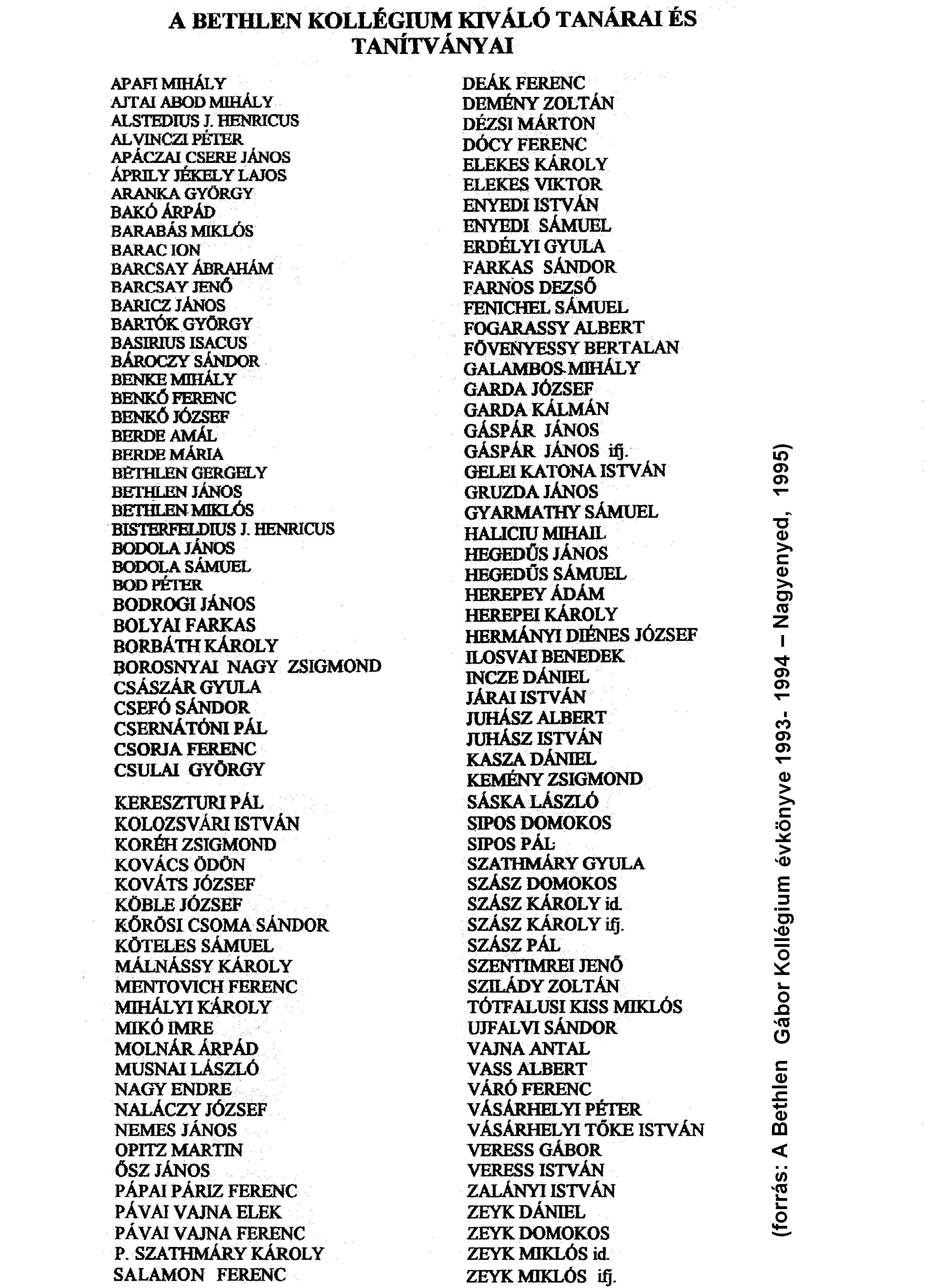
Personalități de seamă ce au studiat sau predat la colegiul Bethlen din Aiud
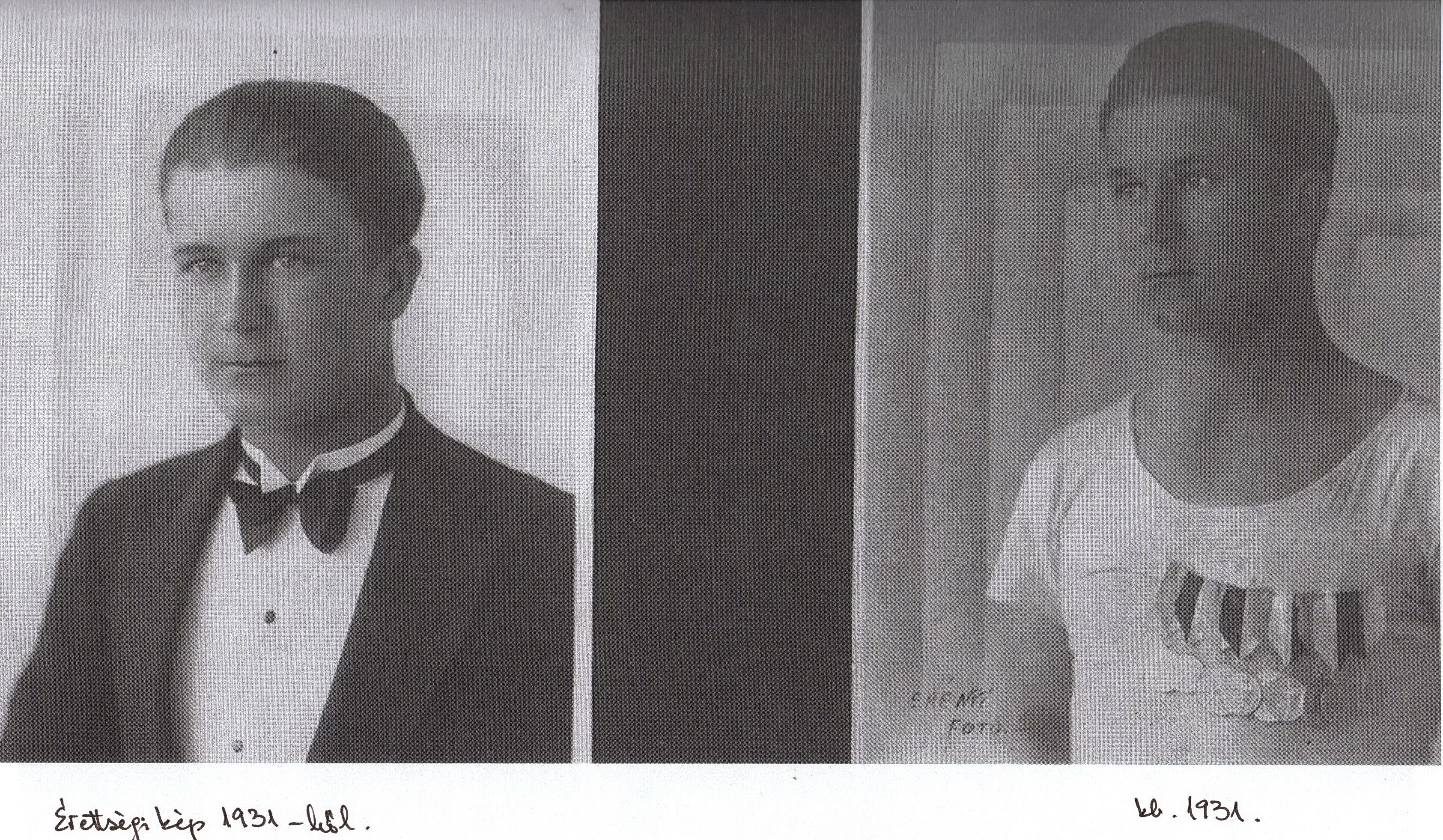
fotografii Bacalaureat 1931 și medalii 1931
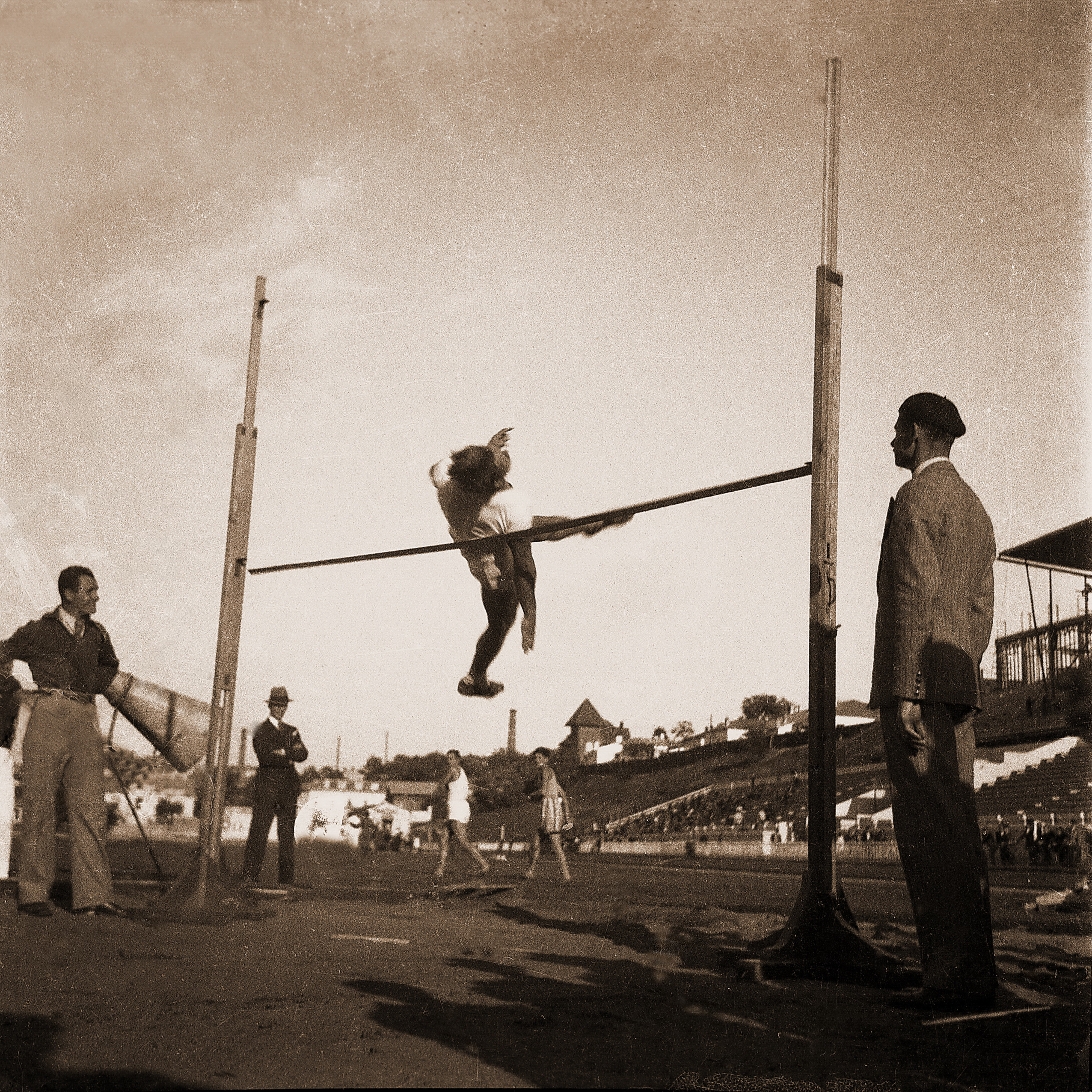
competiție - București
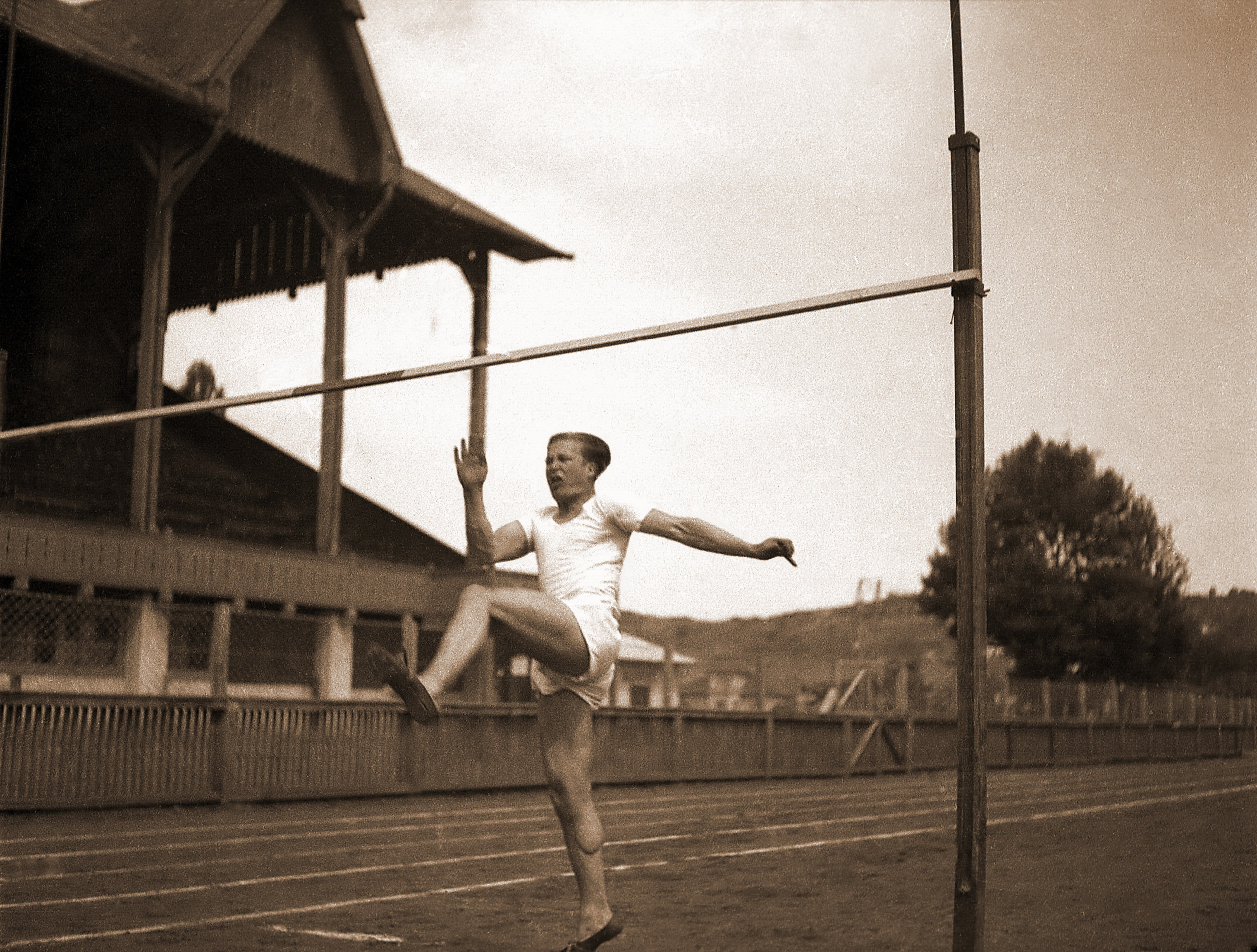
Antrenament - Cluj (arena inaugurată în 1911)
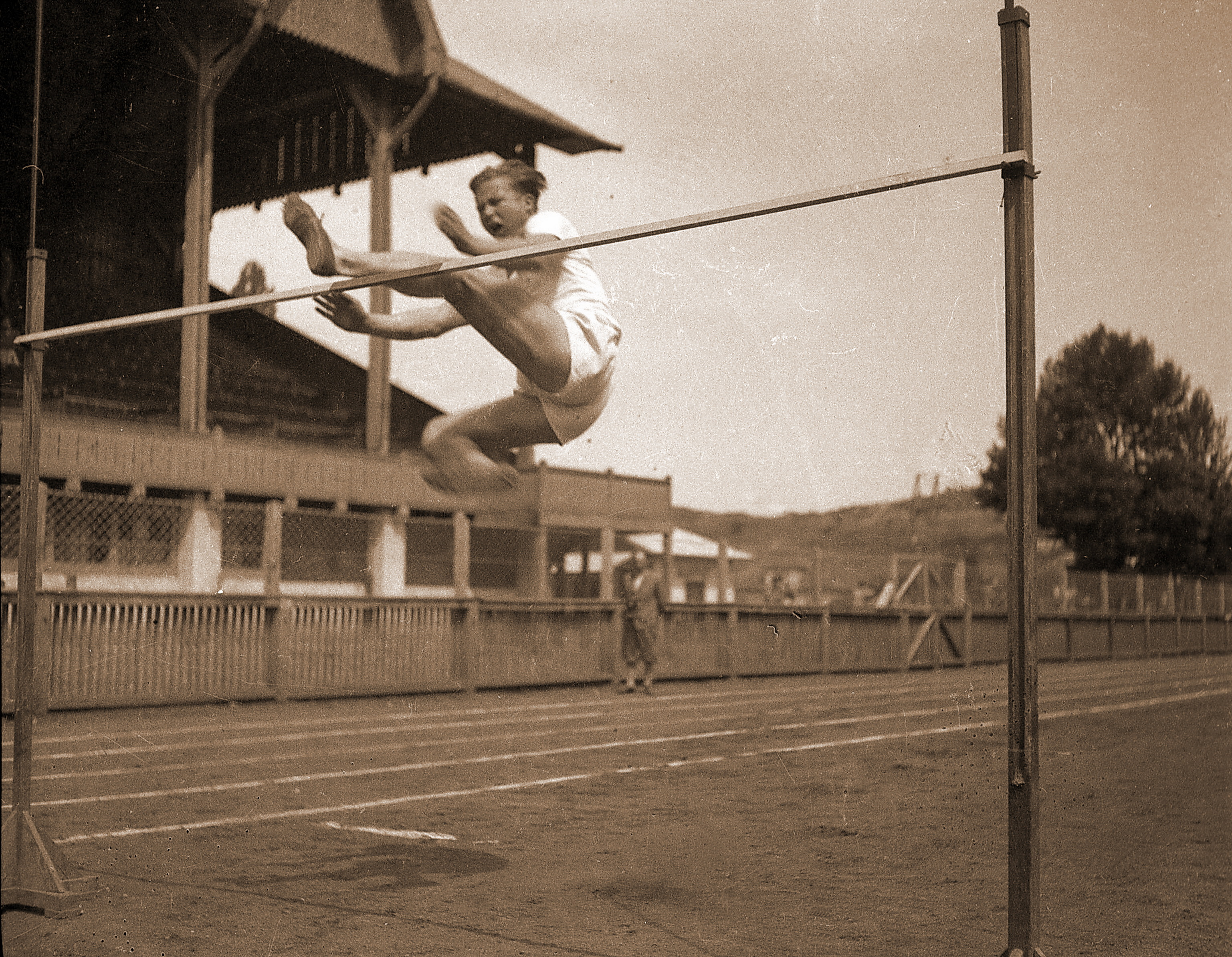
Antrenament - Cluj
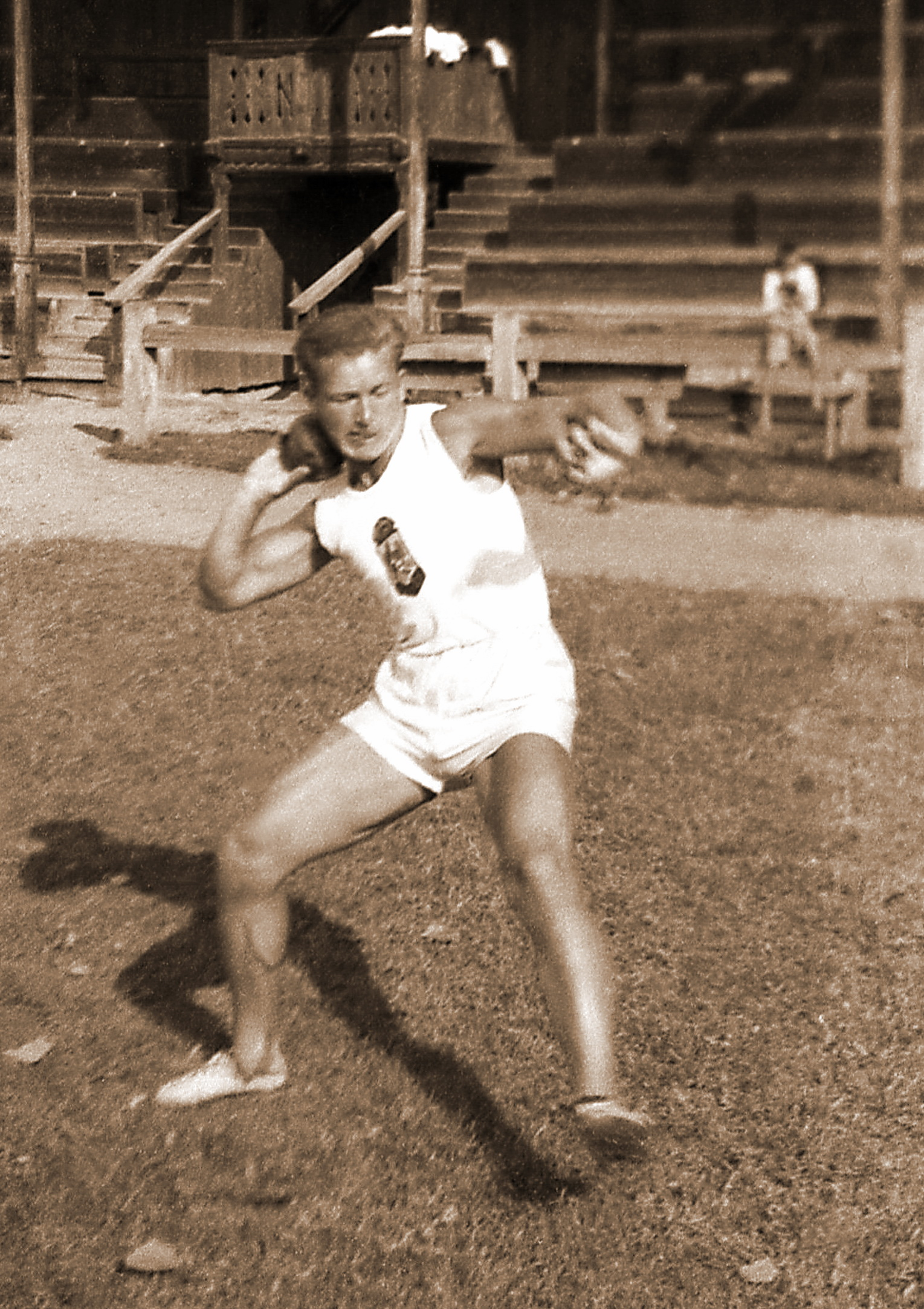
Antrenament - Cluj
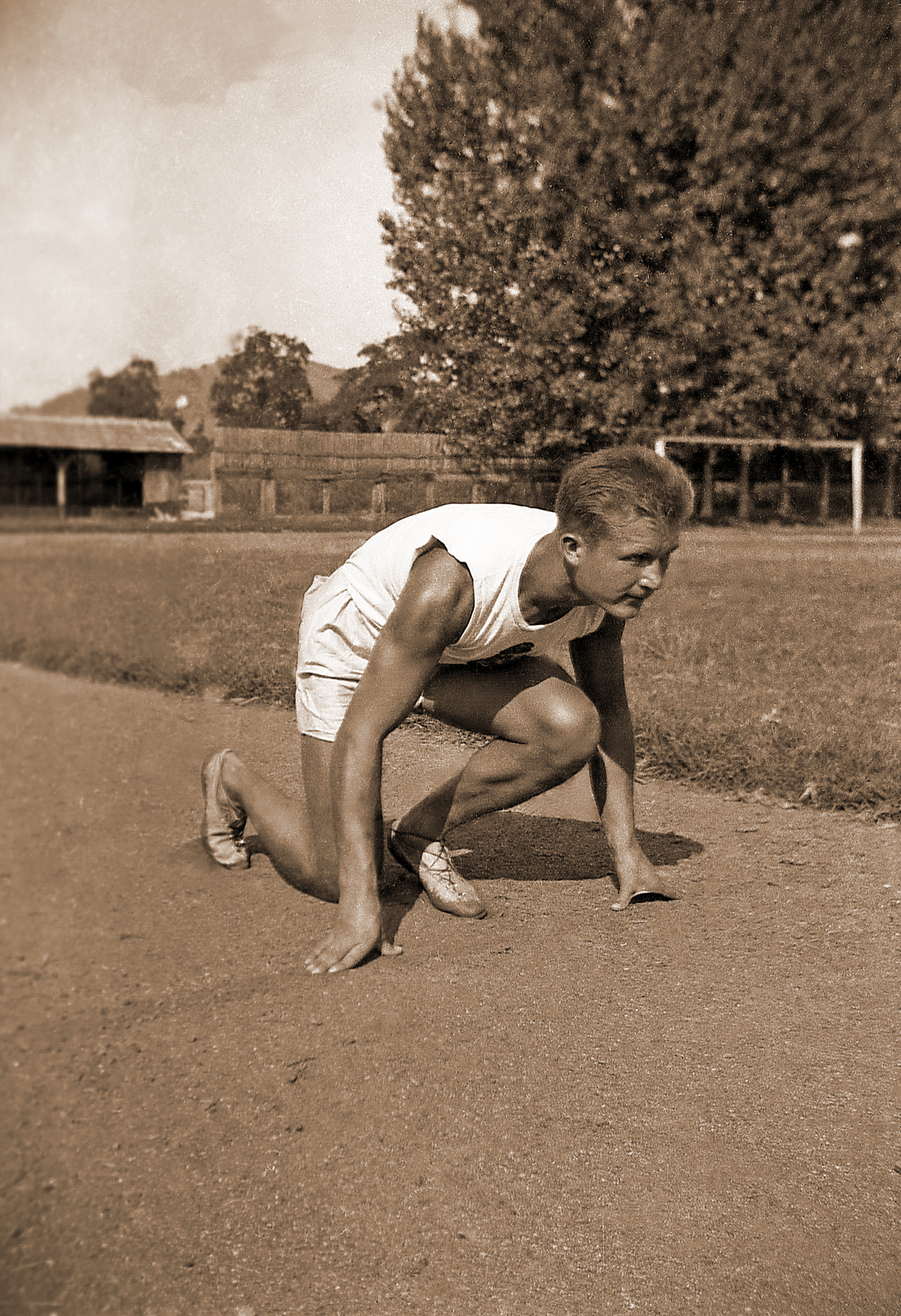
Antrenament - Cluj
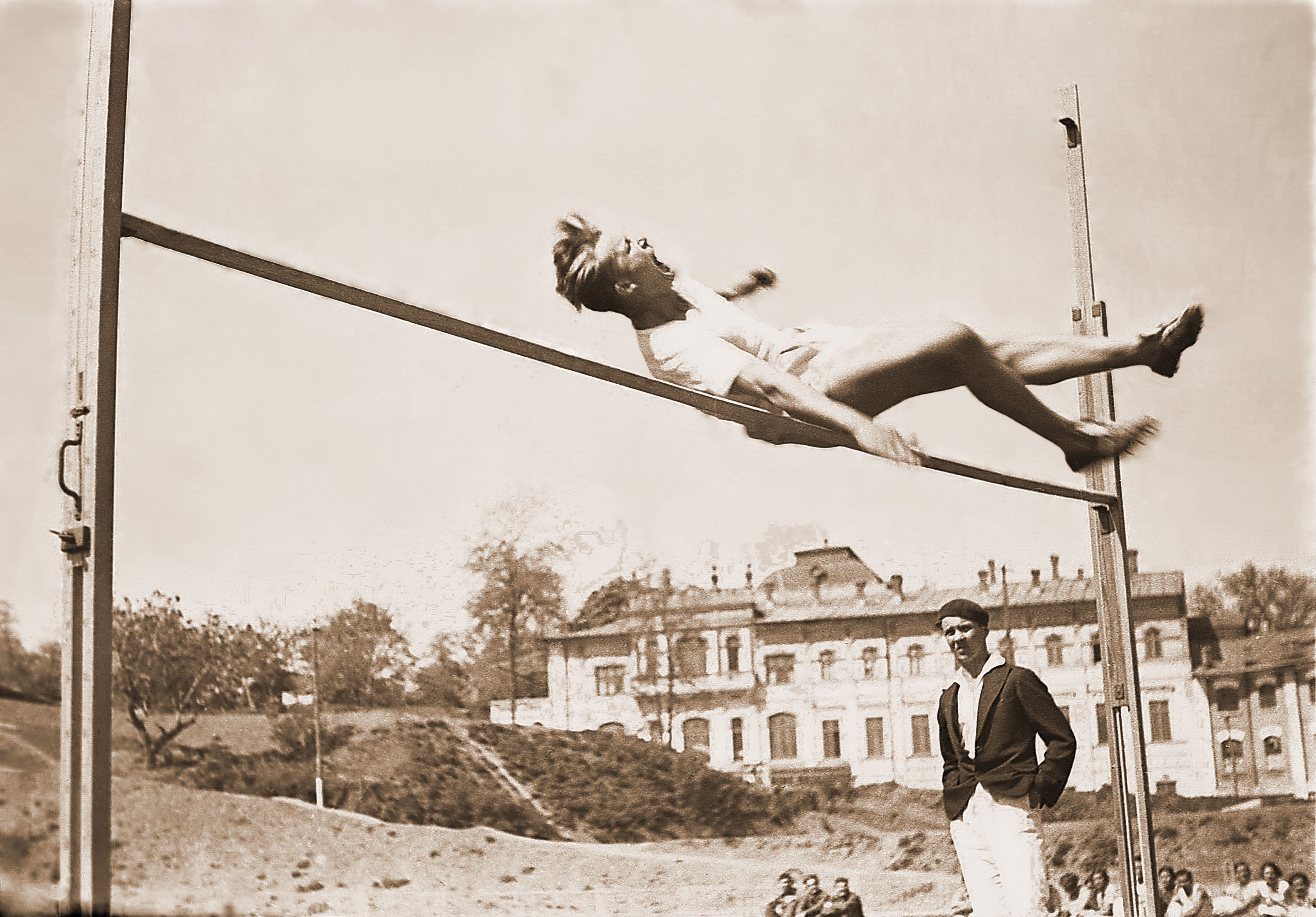
Cupa Col. Emil Pălăngeanu-calificări- București, 5 mai 1934. Bako Arpad -încercare nereușita cu ștacheta la 1,80m
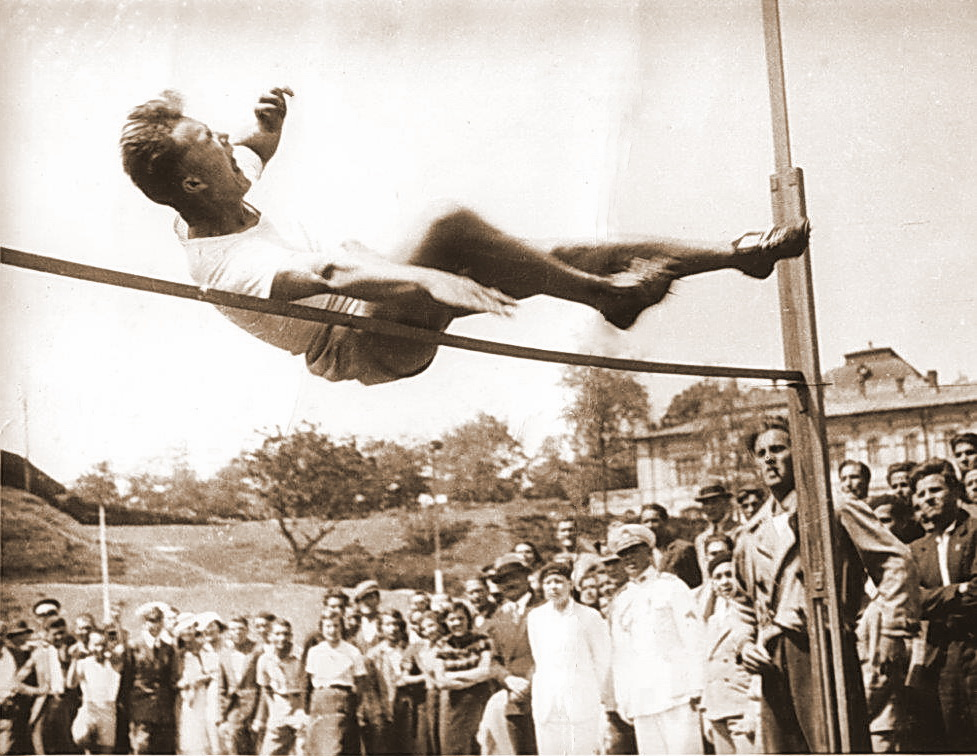
Cupa "Col. Emil Pălăngeanu" - 6 mai 1934, București, Bako Arpad - locul I. 1,785 m
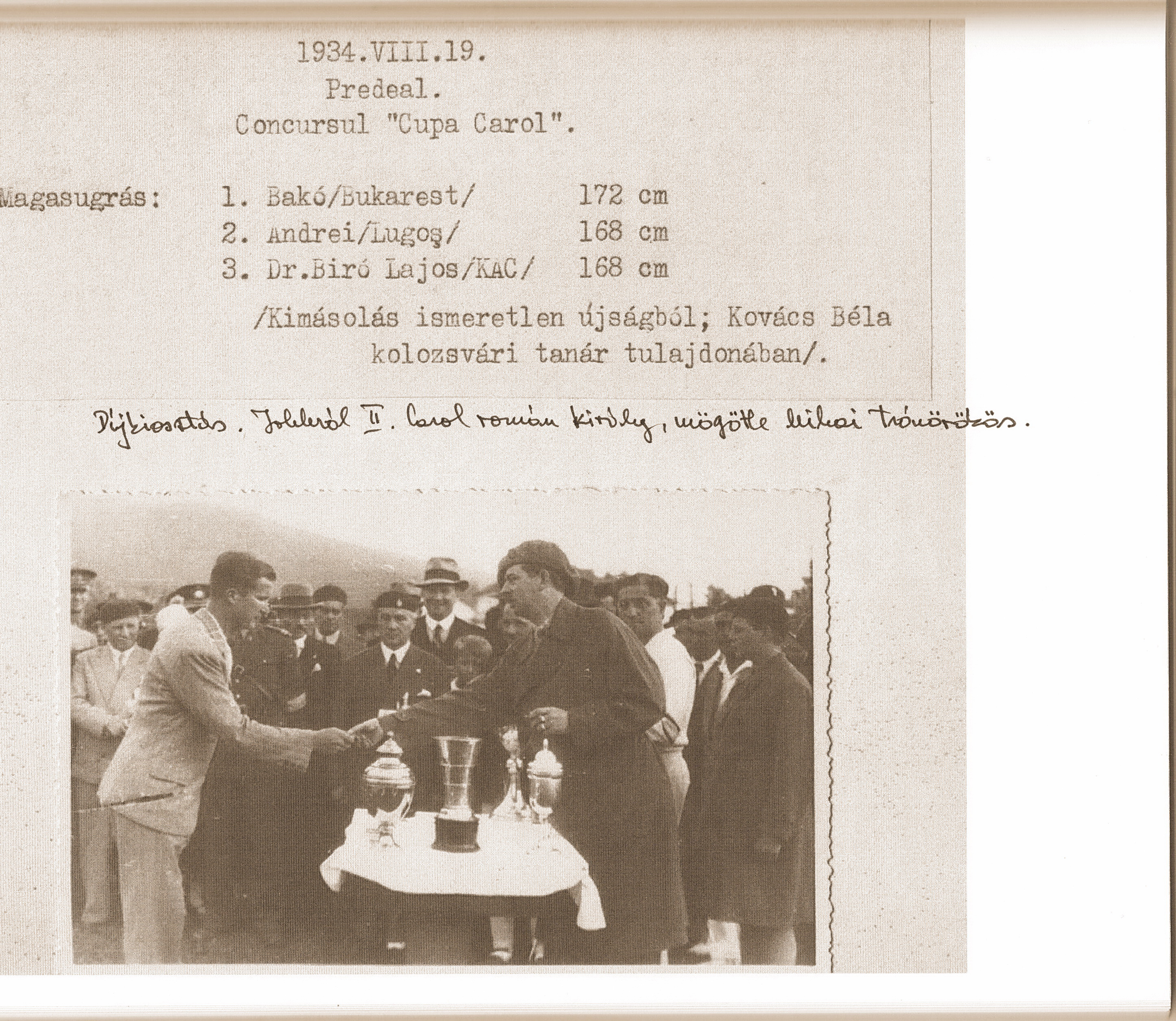
Decernarea premiilor la atletism (saritura in inaltime)   -  Predeal,   “Cupa CAROL”,   19.08.1934.In dreapta Regele Carol II., in spatele M.S.  principele Mihai, iar in stanga Bako Arpad, castigatorul intrecerii
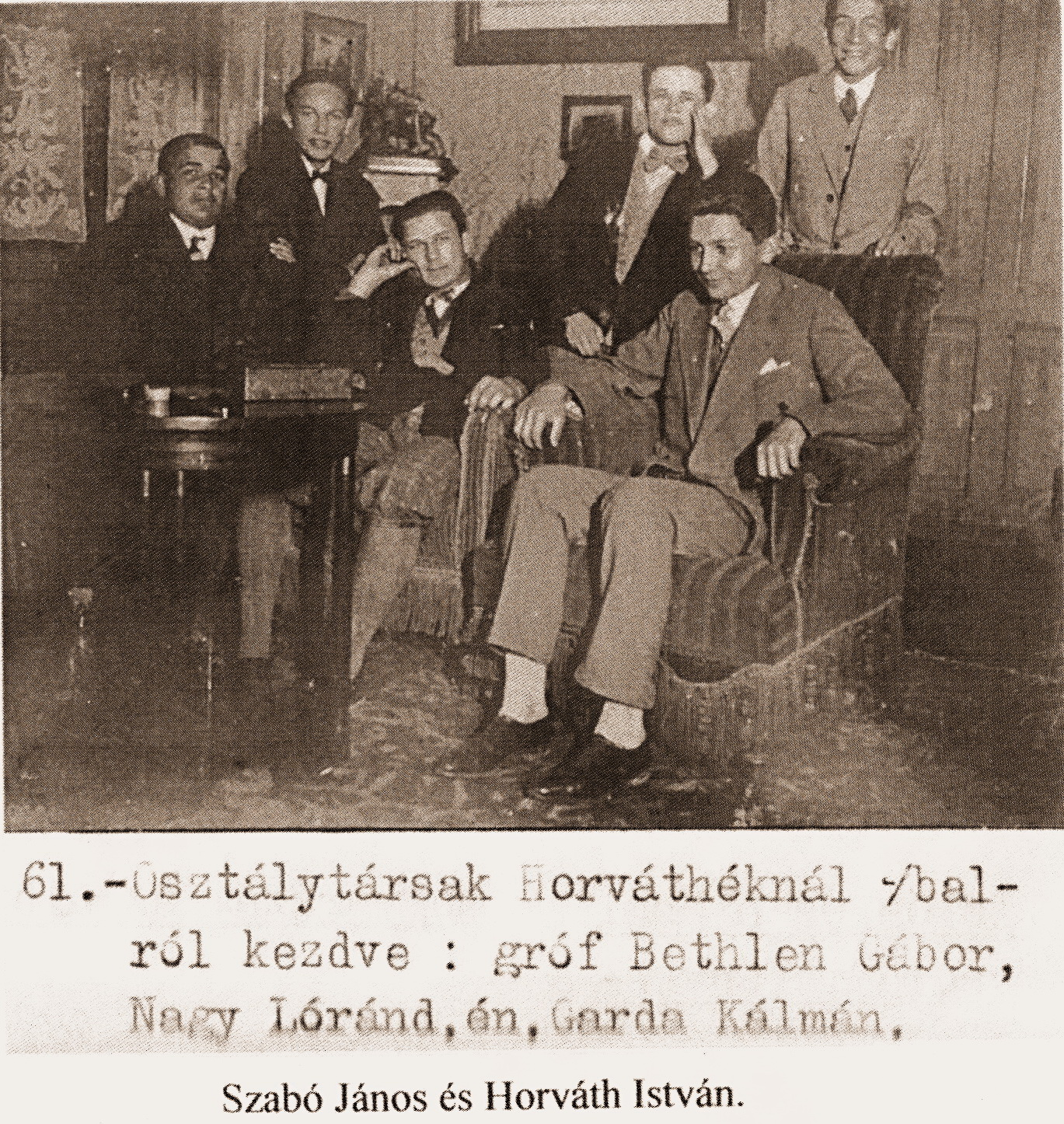
Colegi de clasa la fam. Horvath
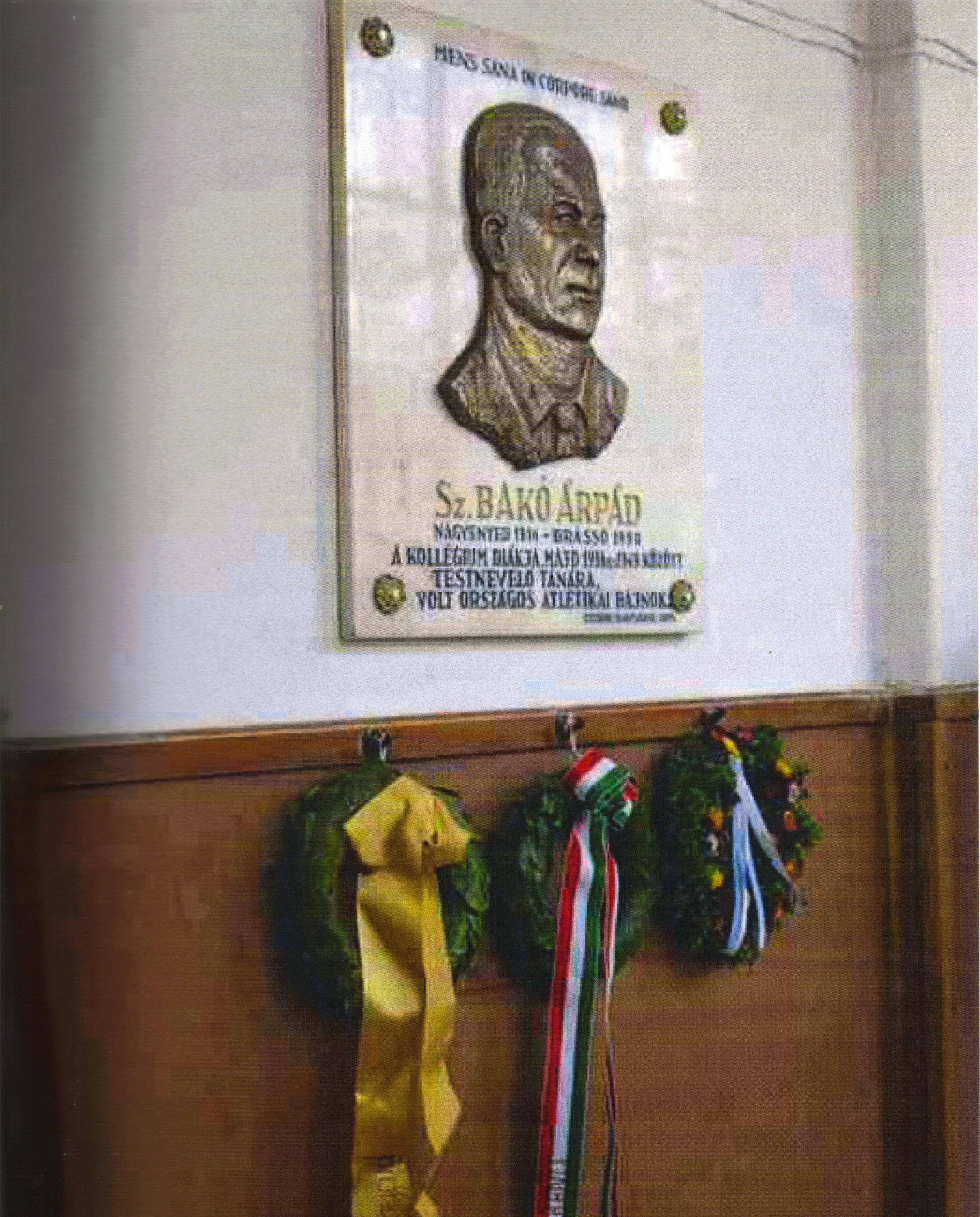
Placă memorială pe unul din coridoarele colegiului (lucrare realizată de sculptorul Lehel Lorincz)